# Mecynidis bitumida
Mecynidis bitumida är en spindelart som beskrevs av Anthony Russell-Smith och Rudy Jocqué 1986. Mecynidis bitumida ingår i släktet Mecynidis och familjen täckvävarspindlar.
Artens utbredningsområde är Kenya. Inga underarter finns listade i Catalogue of Life.